# Martín Zúñiga (ur. 1970)
Martín Roberto Zúñiga Hernández (ur. 6 sierpnia 1970 w Tampico) – były meksykański piłkarz występujący na pozycji bramkarza.